# Cremastus blanditus
Cremastus blanditus là một loài tò vò trong họ Ichneumonidae.